# Idegarda Oliveira
Idegarda Oliveira (Luanda, 20 de fevereiro de 1931 – Faro, 31 de julho de 2023) foi uma cantora conhecida também como Garda, a primeira angolana a gravar um vinil editado no país, Maria Candimba. O seu nome tanto aparece como Hildegarda Oliveira ou Idegarda Oliveira.

## Percurso
Garda estudou violino na Academia de Luanda até o sexto ano. Posteriormente, aos vinte e nove anos, enquanto estava a trabalhar para o Banco de Angola como telefonista, decidiu seguir a sua paixão musical e mudar-se para Portugal. Em 1962 inscreveu-se no Conservatório de Lisboa, onde estudou solfejo até ao terceiro ano e violino até ao sexto. Por causa de um acidente doméstico à mão, iria deixar de cumprir o projecto de ser violinista.
Em 1956 fundou — com Horácio Júnior, Alberto de Oliveira e Fernando Perez do Amaral — o grupo "Garda e o seu conjunto", com quem gravou em 1958 o álbum Maria Candimba (conhecido também como Madya Kandimba), produzido pela Valentim de Carvalho, primeiro disco vinil gravado em Portugal a chegar a Luanda.
Depois de uma interrupção musical de cinquenta anos, Garda voltou aos estúdios de Valentim Carvalho para gravar iPlay em 2010.